# Platinum (singolo)
Platinum (プラチナ?, Purachina) è un brano musicale di Maaya Sakamoto, pubblicato come singolo il 21 ottobre 1999 dalla Victor Entertainment. Platinum è stato utilizzato come terza sigla di apertura dell'anime Card Captor Sakura. Il singolo ha venduto 38 260 copie ed è arrivato sino alla ventunesima posizione della classifica Oricon dei singoli più venduti in Giappone.

## Tracce
1. Platinum (プラチナ?) - 4:14
2. 24 - 4:49
3. Platinum (Instrumental) - 4:14
4. 24 (Instrumental) - 4:49

Durata totale: 18:30

## Classifiche
| Classifica (1999)                        | Posizione più alta |
| ---------------------------------------- | ------------------ |
| Giappone (Classifica settimanale Oricon) | 21                 |